# Canuto Ignacio Muñoz y Agote
Canuto Ignacio Muñoz y Agote (Cestona, Guipúzcoa, 1835 – San Sebastiánn, 11-5-1884) fue una personalidad guipuzcoana, director y empresario, impulsor del euskera y del Bersolarismo moderno. Fue impulsor de los juegos florares euskaros.

## Biografía

### Director del Instituto municipal de segunda enseñanza
```
Canuto Ignacio Muñoz y Agote fue director del instituto municipal de segunda enseñanza de San Sebastián, ubicado en la calle del 31 de Agosto, y en aquel entonces llamado de la Trinidad. En aquel centro docente cursaron el bachillerato muchos de los jóvenes que luego han figurado en puestos preeminentes cómo por ejemplo el exministro 
Fermín Calbetón
, cuyo nombre figuró, en el cuadro de honor del colegio del que era director Canuto Ignacio. Su último destino como profesor fue el del colegio de Santo Tomás de Aquino.
```

### La Casa Baroja[2]
Canuto estaba casado con Josefa Baroja, hija de Ignacio Ramón, fundador en 1812 de la centenaria casa editorial Baroja. El novelista Pío Baroja fue nieto de un hermano de Ignacio Ramón, llamado también Pío. La Casa Baroja se distinguió por su fuerte adhesión al espíritu vasco; es conocido como un activo centro de propaganda vasca y propulsor de planes para la rehabilitación del euskera.

### Origen deBersolarismomoderno
En 1877, se inició de la mano de Canuto Ignacio Muñoz, en unión del fundador de la revista Euskal-Erria, José Manterola, la celebración en San Sebastián de los concursos de versolaris, que adquiriendo importancia y desarrollo crecientes en años posteriores, dieron motivo a la creación del Consistorio de Juegos Florales Euskaros de esta ciudad, de cuya asociación literaria era miembro Canuto Ignacio Muñoz. La revista Euskal-Erria describía: “Hará treinta años que una noche tranquila y serena sorprendió a los vecinos de esta Ciudad, interesantísima bersolari-guda, en que los contendientes, situados en los balcones de dos casas vecinas en la calle de Juan de Bilbao, derrocharon gracia e ingenio a torrentes. No recuerdo haber escuchado después, ni más amena contienda, ni más graciosas y espontáneas ocurrencias, ni más fina e intencionada diatriba; es, para mí, la sesión de versolaris más culta, más ingeniosa, más atractiva que he oído en mi vida. A pesar de ignorarse la celebración de tan regocijante pugilato, al que no precedieron los anuncios y reclamos a que hoy estamos tan acostumbrados, pronto se vio la típica calle del viejo San Sebastián rebosante de un público euskaldun de pura cepa, que interrumpía el silencio de la noche con sus frenéticos aplausos y sus ruidosas carcajadas. No eran extraños al suceso ciertos contertulios de la farmacia de Irastorza y de la imprenta de Baroja. Un espíritu algo observador podía comprender, sin gran esfuerzo, viendo el entusiasmo, alegría y satisfacción de los habituales concurrentes a las tertulias mencionadas, que ellos fueron los iniciadores y organizadores de aquella sesión memorable. Así era, en efecto. En la general indiferencia con que en aquella época se miraba todo lo referente a nuestra adorada lengua y a nuestras clásicas costumbres, constituían una excepción aquellas familiares reuniones de que era alma y verbo el inolvidable fundador de la revista Euskal-Erria, D. José Manterola. Y en aquellas patrióticas reuniones se laboraba con entusiasmo, y se laboraba con fruto, por el renacimiento del alma vasca, que las próximas pasadas contiendas civiles la dejaron envuelta en el frío sudario de la muerte”.

### El consistorio de los juegos florales euskaros[9]
Todas esas iniciativas requerían una institución que ordenara y dirigiera su futuro desenvolvimiento y esa necesidad se vio satisfecha con la creación del Consistorio de Juegos Florales Euskaros. El pensamiento de crear la institución germinó en dos tertulias, la de la farmacia de Irastorza y la de la librería de Baroja; y de este último establecimiento era miembro Canuto Ignacio Muñoz; y José Manterola. El 11 de mayo de 1882 se reunieron en el salón de descanso del Teatro Principal, los señores Diaz, Irastorza, Muñoz y Manterola, presididos por José Manuel Aguirre-Miramón. En dicha reunión se dio cuenta de la aprobación por parte de la Excma. Diputación provincial de Guipúzcoa y Excmo. Ayuntamiento de San Sebastián, de los estatutos por que debía regirse el instituto. Se designó el consejo permanente integrado por los mismos que constituyeron la comisión fundadora y presidido por José Manuel Aguirre-Miramón. Canuto Ignacio Muñoz fue designado vocal con encargo de suplir al tesorero, tomando de este modo parte en las labores del consistorio desde la primera junta que rigió los destinos de esta Institución.